# Porostreptus multicostis
Porostreptus multicostis är en mångfotingart som först beskrevs av Carl Oscar von Porat 1894.  Porostreptus multicostis ingår i släktet Porostreptus och familjen Spirostreptidae. Inga underarter finns listade i Catalogue of Life.